# Ziarnkowate
Ziarnkowate (Chondrinidae) – rodzina lądowych ślimaków trzonkoocznych (Stylommatophora), obejmująca około 100 gatunków występujących w strefach ciepłych Afryki Północnej i zachodniej Eurazji. Spotykane są na otwartych przestrzeniach, na ziemi lub na pionowych ścianach skalnych. W Polsce odnotowano występowanie 2 z nich (poczwarówka zaostrzona i – objęta ścisłą ochroną – poczwarówka pagórkowa). W zapisie kopalnym Chondrinidae znane są z eocenu.

## Systematyka
Rodzaje zaliczane do tej rodziny klasyfikowane są w 2 podrodzinach:
- Chondrininae Steenberg, 1925
  - Abida W. Turton, 1831 (np. Abida attenuata)
  - Chondrina Reichenbach, 1828
  - Rupestrella Monterosato, 1894
- Granariinae Kokshoorn & E. Gittenberger, 2010
  - Granaria Held, 1838
  - Graniberia E. Gittenberger & Kokshoorn, 2016
  - Granopupa O. Boettger, 1889
  - Solatopupa Pilsbry, 1917

Rodzajem typowym rodziny jest Chondrina.